# Annette Wilmes
Annette Wilmes (* 1955) ist eine deutsche freie Journalistin und Moderatorin in Berlin, die viel für den SFB und Deutschlandfunk sowie als Gerichtsreporterin für diverse Printmedien berichtete.

## Leben
Den Einstieg zum Journalismus schaffte sie während der Schulzeit beim Plettenberger Lokalteil der Westfälischen Rundschau. Danach studierte sie in Köln und Berlin, wobei sie während ihres Studiums weiter aus dem Kriminalgericht Moabit und über Verurteilte berichtete. 1979 beendete sie ihr Studium an der Freien Universität Berlin mit dem Magister Artium in Publizistik, Erwachsenenbildung und Soziologie. Dem folgten einige Jahre als Gerichtsreporterin für die Sender der ARD, während sie 1980 bei der Kultur-Welle und SFBeat des Sender Freies Berlin (SFB) als Autorin und Moderatorin arbeitete.
Sie berichtete vor Ort über die Räumung besetzter Häuser und Demonstrationen gegen Luftverschmutzung und Tariferhöhungen der Verkehrsbetriebe. 1986 erschien ihr Buch „Recht geschieht ihnen“, zu dem Gerhard Mauz das Vorwort schrieb. 
Sie  schrieb nebenher für Die Zeit, nach der Wende für die Wochenpost und weitere Printmedien.
Sie berichtete über eine Reihe besonderer Rechtsthemen, die sie ihren Lesern verständlich machte und ist Autorin und Mitwirkende von 23 Ausgaben der täglichen Sendung „Hintergrund“ im DLF und weiteren Sendungen.

## Auszeichnungen
- 1987: Kurt-Magnus-Preis der ARD
- 2007: Regino-Preis  für Beschützer oder Komplize?